# Андреев, Евстафий
Евста́фий Андре́ев (Останя) (род. около 1490 г.) — русский дворянин и воевода. Выполнял дипломатические поручения в годы правления Василия III и в первые годы правления Ивана Грозного .

## Биография
- В 1511 г. — подьячий, посланник царя Василия в Крым. «Тогда былъ посланъ въ Крымъ Останя[1] Андреевъ къ Окольничему, Михаилу Васильевичу Тучкову[2]»[3].
- В 1515 г. в книге Крымских дел № 4 от 1515 г. из архива посольского приказа есть запись: «А с Волошскою[4] грамотой ездилъ Останя Андреевъ и та грамота и посылка Останина писана в Волошскомъ ящике[5]».
- В 1528 г. — воевода в Кашире.
- В 1529 г. — прибыл в Тулу из Каширы «по крымским вестем» для укрепления стоявших уже под городом воевод.

Лета 7037-го марта наряд от поля:…На Туле были воеводы князь Федор Иванович Одоевской да наместник князь Иван Михайлович Троекуров, да с Коломны князь Василей Кияс Мещерской, да Ивашка Тутыхин, с Коширы Останя Ондреев.
- В конце февраля 1530 года находился под Тулой в большом полку 4-м воеводой. В апреле 1530 — мае 1531 гг. был среди прочих воевод «в Севере на Клевени»[6].

Тово же лета апреля в 19 день, а в ыных розрядех пишет 7038-го году, в Севере на Клевине стоял царь Шиголей козанской, да с ним воеводы боярин князь Борис Иванович Горбатой да князь Иван Васильевичь Борбашин, да князь Федор Васильевич Овчина Телепнев Оболенской, да Дмитрей Семенов сын Воронцов, да Василей Ондреев сын Коробов, да с ними ш Микита Олферьев сын Филипова Нащокин да Останя Ондреев. 
 

Лета 7039-го июля роспись от поля по берегу:…Того же лета майя был в Севере на Клевени Шигалей, царь казанской. Да в Севере же были воеводы боярин князь Борис Иванович Горбатой, князь Иван Иванович Барба, князь Федор Овчина Телепнев, Дмитрей Семенов сын Воронцов, Василей Ондреев сын Коробов да с ними Митька Олферьев сын Филипова Нащекин да Останя Андреев.
- В 1534—1536 гг. — 2-й (полковой) воевода в Новгороде-Северском.

В Новегородке-Северском был наместник князь Иван Иванович Барбашин; да в Нове же городке был князь Александр Иванович Стригин да с ним Останя Андреев. А каково будет дело, ино быти в городе князю Олександру Стригину да с ним Остане Ондрееву, а за городом быти наместнику князю Ивану Барбашину.
- В 1543 году был в Крыму, когда русский посол князь А. В. Кашин[7], уезжая в Москву, поручил Евстафию Андрееву вести в своё отсутствие все посольские дела при дворе хана[8]. Возвратился Андреев в Москву приблизительно через два года.
- В начале 1546 года был послан в Казань: по просьбе жителей дать в цари Шиг-Алея — привести на верность народ к присяге.

Лета 7054 (1546). Казанские князи и мырзы из Казани злочестивого царя выслали, а к великому князю присылали бити челом послов своих, в великое говенье, чтоб князь велики их пожаловал, дал им царя, а оне во всей хотят воле в великого князя быти. И князь велики посылал в Казань Останю Ондреева, и по великого князя приказу перед Останею все казанские люди великому князю шерть пили, что им во всем в великого князя воле быти. И пришел Останя к Москве по здорову. И князь великий после велика дни на шестой неделе отпустил в Казань на царство из Касимова города царя Шигалея, а послал в Казань на царство его сажати бояр своих…
- 15 марта 1546 г. Андреев вернулся в Москву в составе русского посольства, вместе с которым приехал и казанский посол Гаммет-ших (шейх), имевший на руках грамоту, написанную от имени трех знатных казанцев — Буюрган-сеида (Абеюрган), князя Кадыша и Чюры Нарыкова (последний также был князем — карача-беком и принадлежал к клану Аргынов). В грамоте говорилось: «Сеит, и уланы, и князи, и мырзы, и шихы, и шихзады, и долышманы, и казакы, и вся земля Казаньскаа биют челом… чтобы их государь пожаловал… дал им на Казань царя Шигалея, а послал бы в Казань своего сына боярского привести сеита, и уланов, и князей, и всю землю Казаньскую к правде». Сеидом, от имени которого было написано письмо и которого совместно с остальной знатью ханства должны были «привести к правде», был Буюрган. В летописи сообщается, что «князь великий послал к сеиту к Беюргану, и к Кадышу, и к Чюре… Остафия Андреева с своим жалованным словом и к правде их привести». Перед русским послом «сеит, и уланы, и князи, и мырзы, и вся земля Казаньская» великому князю московскому «правду учинила» в том, что «им от великого князя и от Шигалея-царя неотступными быти и до своих животов». Вместе с русским послом, принявшим присягу верности от казанцев, в Москву прибыли и казанские послы — князь Уразлый с хафизом (афызом) Андрычеем. Послам было предписано «бити челом» от имени «сеита, и уланов, и князей, и всей земли Казаньской», чтобы «государь отпустил к ним Шигалея-царя не модчаа»

- Оставил после себя сына Якова, который записан был в «Дворцовой тетради 50-х годов XVI века», как Яков Остафьев сын Ондреева, сын боярский III статьи по Коломне; дворовый сын боярский. Еще раз сын Андреева Евстафия был упомянут в «Тысячной книге 1550 года».